# Leonid Fëdorovič Il'ičëv
Leonid Fëdorovič Il'ičëv (in russo Леонид Фёдорович Ильичёв?; Krasnodar, 15 marzo 1906 – Mosca, 18 agosto 1990) è stato un politico, filosofo e giornalista sovietico, membro dell'Accademia delle Scienze dell'URSS dal 1962.

## Biografia
Figlio di un contadino, ricevette nel 1930 un'istruzione all'Università comunista del Caucaso settentrionale e nel 1938 all'Istituto del professorato rosso. Nel 1918-24 lavorò in una fabbrica a Krasnodar. Nel 1924 entrò nel Partito comunista bolscevico e fu trasferito a lavorare nella Gioventù comunista. Nel 1930-31 insegnò all'Università comunista del Caucaso settentrionale. Nel 1931-34 lavorò nell'apparato del comitato regionale del partito del Caucaso e contemporaneamente diresse l'Istituto Ordžonikidze di agricoltura ed estrazione mineraria. Nel 1938-40 fu membro del collegio di redazione e segretario responsabile della rivista Il bolscevico e nel 1940-44 della Pravda.
Nel 1944-48 fu caporedattore delle Izvestija.
Nel 1948-49 fu vicecapo della Direzione di agitazione e propaganda del Comitato centrale del Partito comunista bolscevico. Dal 1949 fu primo vice e nel 1951-52 caporedattore della Pravda. Fu l'organizzatore della campagna propagandistica contro i "medici assassini", i "cosmopoliti senza patria", ecc.
Nel 1952-56 fu candidato nei membri del Comitato centrale del PCUS.
Dopo la morte di Stalin (5 marzo 1953) prima occupò la carica secondaria di direttore dell'ufficio di stampa e membro del collegio del Ministero degli affari esteri dell'URSS (1953-58) e nel 1958 fu promosso da N. S. Chruščëv alla carica di direttore della sezione di propaganda e agitazione del Comitato centrale del PCUS per le repubbliche dell'Unione; nel 1961-66 è membro del Comitato centrale del PCUS.
Nel 1960 ricevette il Premio Lenin.
Fu autore di lavori sul materialismo dialettico e storico. Dal 1961 fu segretario del Comitato centrale del PCUS, mentre dal 1962 presidente della Commissione ideologica del Comitato centrale del PCUS. Per alcuni anni (1962-65) fu il principale ideologo del partito.
Dopo l'arrivo di Brežnev, nel 1965 perse la sua più alta carica nel partito e fu nominato viceministro degli affari esteri. Nel 1962-66 fu deputato del Soviet Supremo dell'URSS. Dal 1981 fu candidato nei membri del Comitato centrale del PCUS. Dal 1989 andò in pensione.